# Shawn Mendes

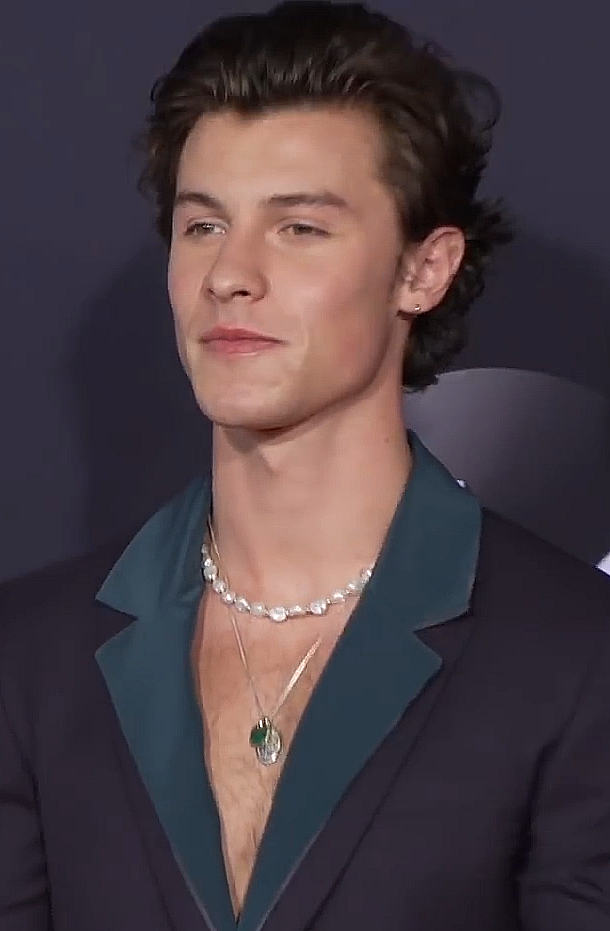
Shawn Mendes (2019)

Shawn Peter Raul Mendes (* 8. August 1998 in Toronto) ist ein kanadischer Popsänger und Songwriter. Bekannt wurde er ab 2013 durch Coverversionen über Twitter und das Videoportal Vine. Zu seinen erfolgreichsten Titeln zählen Life of the Party, Stitches, Treat You Better, There’s Nothing Holdin’ Me Back und Señorita.

## Leben und Karriere

### Privatleben
Shawn Mendes ist in Pickering, einem Vorort von Toronto aufgewachsen. Er ist portugiesischer und englischer Abstammung. Von 2019 bis 2021 war Mendes in einer Beziehung mit Camila Cabello. Die beiden fanden 2023 temporär wieder zusammen, jedoch endete die Beziehung kurze Zeit später.

### Musikalische Laufbahn
Auf sich aufmerksam machte er insbesondere bei Twitter, YouTube und Vine, wo er 2012 eine Coverversion von Hometown Glory von Adele veröffentlichte. Im Alter von 15 Jahren wurde er von Island Records unter Vertrag genommen. Weitgehend ohne Unterstützung von Radio und Fernsehen sicherte er sich eine große Anhängerschaft im Internet und erreichte bei Vine 3,8 Millionen Zuschauer.
Seine erste Veröffentlichung im Sommer 2014, der Song Life of the Party, wurde der am häufigsten geteilte Song der Woche bei Twitter und schaffte es auch in die kanadischen und US-amerikanischen Charts. In den Billboard Hot 100 erreichte er Platz 24, und er war damit der jüngste Interpret, der mit seiner Debütsingle eine so hohe Platzierung erreichte. Auch in anderen Ländern wie Neuseeland und Schweden war das Lied erfolgreich.
Bei YouTube erreichte Mendes ebenfalls hohe Aufrufzahlen und überschritt mit dem Video zum Lied ebenso wie mit den danach veröffentlichten Videos zu Show You und Something Big die Marke von 10 Millionen. Es folgten weitere Veröffentlichungen, die es teilweise auch in die Charts schafften. Als Gastsänger bei der Simon-and-Garfunkel-Coverversion Oh Cecilia von den Vamps hatte er einen Top-10-Hit in den britischen Charts. Im Februar und März 2015 tourte er durch Europa und Nordamerika. Außerdem begleitete er Taylor Swift auf ihrer Nordamerikatour.
Mitte April 2015 wurde sein Debütalbum Handwritten veröffentlicht. In Großbritannien erreichte es Platz 12, in Schweden und Portugal kam es unter die Top 5. In Kanada und den USA war Mendes nach Justin Bieber der zweite Kanadier, der mit 16 Jahren mit seinem Debütalbum auf Platz 1 der Charts kam. Mit Stitches, seine im Mai 2015 erschienene dritte Singleauskopplung  aus Handwritten, gelang ihm erstmals mit einer Single eine Nummer-eins-Platzierung in den britischen Charts. Im Januar 2016 erhielt er den People’s Choice Award als Favorite Breakout Artist. Im November 2016 wurde er mit dem MTV EMA als bester männlicher Künstler ausgezeichnet.
Von April bis Dezember 2017 war Mendes mit der Illuminate World Tour unterwegs. Im Mai 2018 erschien das Album Shawn Mendes, das in vielen Ländern Platz eins der Charts erreichte. Das amerikanische Time Magazine bezeichnete Mendes 2018 als eine der 100 einflussreichsten Personen.
Im Juni 2019 veröffentlichte er zusammen mit Camila Cabello das Duett Señorita. Weltweit war der Song mit 16,1 Millionen digital verkauften Einheiten der dritterfolgreichste Song im Jahr 2019. Bei den Juno Awards 2019 war Shawn Mendes der erfolgreichste Künstler der Preisverleihung und gewann fünf Awards, darunter die Hauptpreise Künstler des Jahres, Single des Jahres und Album des Jahres.
Im Dezember 2020 veröffentlichte er sein viertes Studioalbum mit dem Titel Wonder. Neben der gleichnamigen Single veröffentlichte er zusammen mit Justin Bieber das Lied Monster. Im Dezember 2021 erschien das Lied It’ll Be Okay, im März 2022 folgte die Single When You’re Gone. Im Juli 2022 brach er seine Welttournee wegen psychischer Probleme ab. Im August 2024 erschienen die Lead-Singles Isn’t That Enough und Why Why Why, die Teil seines für 15. November 2024 angekündigten fünften Studioalbum Shawn sein sollen.

## Diskografie
Studioalben

| Jahr | Titel Musiklabel                  | Höchstplatzierung, Gesamtwochen, AuszeichnungChartplatzierungen (Jahr, Titel, Musiklabel, Platzierungen, Wochen, Auszeichnungen, Anmerkungen) | Höchstplatzierung, Gesamtwochen, AuszeichnungChartplatzierungen (Jahr, Titel, Musiklabel, Platzierungen, Wochen, Auszeichnungen, Anmerkungen) | Höchstplatzierung, Gesamtwochen, AuszeichnungChartplatzierungen (Jahr, Titel, Musiklabel, Platzierungen, Wochen, Auszeichnungen, Anmerkungen) | Höchstplatzierung, Gesamtwochen, AuszeichnungChartplatzierungen (Jahr, Titel, Musiklabel, Platzierungen, Wochen, Auszeichnungen, Anmerkungen) | Höchstplatzierung, Gesamtwochen, AuszeichnungChartplatzierungen (Jahr, Titel, Musiklabel, Platzierungen, Wochen, Auszeichnungen, Anmerkungen) | Höchstplatzierung, Gesamtwochen, AuszeichnungChartplatzierungen (Jahr, Titel, Musiklabel, Platzierungen, Wochen, Auszeichnungen, Anmerkungen) | Anmerkungen                                                    |
| Jahr | Titel Musiklabel                  | DE | AT | CH | UK | US | CA | Anmerkungen                                                    |
| ---- | --------------------------------- | --- | --- | --- | --- | --- | --- | -------------------------------------------------------------- |
| 2015 | Handwritten Island Records (UMG)  | DE43 Gold · (10 Wo.)DE | AT37 Platin · (6 Wo.)AT | CH26 Platin · (1 Wo.)CH | UK12 Platin · (43 Wo.)UK | US1 ×2Doppelplatin · (124 Wo.)US | CA1 ×5Fünffachplatin · (… Wo.)CA | Erstveröffentlichung: 10. April 2015 Verkäufe: + 3.275.000     |
| 2016 | Illuminate Island Records (UMG)   | DE2 Gold · (43 Wo.)DE | AT1 Platin · (18 Wo.)AT | CH2 ×2Doppelplatin · (35 Wo.)CH | UK3 Platin · (67 Wo.)UK | US1 ×2Doppelplatin · (141 Wo.)US | CA1 ×6Sechsfachplatin · (… Wo.)CA | Erstveröffentlichung: 23. September 2016 Verkäufe: + 3.852.500 |
| 2018 | Shawn Mendes Island Records (UMG) | DE3 (19 Wo.)DE | AT1 Platin · (39 Wo.)AT | CH1 Platin · (32 Wo.)CH | UK3 Platin · (44 Wo.)UK | US1 Platin · (127 Wo.)US | CA1 ×6Sechsfachplatin · (… Wo.)CA | Erstveröffentlichung: 25. Mai 2018 Verkäufe: + 2.840.000       |
| 2020 | Wonder Island Records (UMG)       | DE8 (5 Wo.)DE | AT8 (5 Wo.)AT | CH6 (6 Wo.)CH | UK12 (4 Wo.)UK | US1 (14 Wo.)US | CA1 Platin · (… Wo.)CA | Erstveröffentlichung: 4. Dezember 2020 Verkäufe: + 187.500     |
| 2024 | Shawn Island Records (UMG)        | DE5 (1 Wo.)DE | AT3 (2 Wo.)AT | CH4 (2 Wo.)CH | UK22 (1 Wo.)UK | US26 (1 Wo.)US | — | Erstveröffentlichung: 15. November 2024                        |

## Filmografie
Filmrollen
| Jahr | Titel                                     | Originaltitel                 | Rollen                         | Anmerkungen               | Ref.   |
| ---- | ----------------------------------------- | ----------------------------- | ------------------------------ | ------------------------- | ------ |
| 2013 | Fußball – Großes Spiel mit kleinen Helden | Metegol                       | Junger Jake (Synchronsprecher) | in der englischen Version | [ 16 ] |
| 2020 | Shawn Mendes: In Wonder                   | Shawn Mendes: In Wonder       | als er selbst                  | Dokumentation             | [ 17 ] |
| 2020 | Shawn Mendes: Live in Concert             | Shawn Mendes: Live in Concert | als er selbst                  | Konzertfilm               | [ 18 ] |
| 2022 | Lyle – Mein Freund, das Krokodil          | Lyle, Lyle, Crocodile         | Lyle                           | Filmstart 2022            | [ 19 ] |

Serienrollen
| Jahr | Titel                                  | Originaltitel                          | Rolle                   | Anmerkungen                                                                | Ref.   |
| ---- | -------------------------------------- | -------------------------------------- | ----------------------- | -------------------------------------------------------------------------- | ------ |
| 2015 | Yo quisiera                            | Yo quisiera                            | als er selbst           | Folge: „Yo soy la bloguera de moda“                                        | [ 20 ] |
| 2016 | The 100                                | The 100                                | Macallan                | Folge: „Wanheda (1)“                                                       | [ 20 ] |
| 2016 | Saturday Night Live                    | Saturday Night Live                    | als er selbst           | Folge: „Emma Stone/Shawn Mendes“                                           | [ 21 ] |
| 2018 | The Voice                              | The Voice                              | als er selbst / Berater | Staffel 14; im Team von Alicia Keys                                        | [ 22 ] |
| 2018 | Drop the Mic                           | Drop the Mic                           | als er selbst           | Folge: „Shawn Mendes vs. Odell Beckham Jr. & Molly Ringwald vs. Jon Cryer“ | [ 23 ] |
| 2018 | CMT Crossroads                         | CMT Crossroads                         | als er selbst           | gemeinsam mit der Zac Brown Band                                           | [ 24 ] |
| 2019 | Saturday Night Live                    | Saturday Night Live                    | als er selbst           | Folge: „Adam Sandler/Shawn Mendes“                                         | [ 25 ] |
| 2022 | The Tonight Show Starring Jimmy Fallon | The Tonight Show Starring Jimmy Fallon | als er selbst / Co-Host | Folge: „Shawn Mendes; Jesse Tyler Ferguson“                                | [ 26 ] |